# Regiões do Mali
Mali é dividido em oito regiões e um distrito capital. A principal cidade de cada uma das regiões tem o mesmo nome da região, respectivamente. As regiões são divididas em 49 cercles. O cercles e o distrito capital estão divididos em arrondissements.
As regiões são numeradas, originalmente de oeste para leste, com algarismos romanos.
As regiões são as seguintes:
- Gao  (Região VII)
- Kayes  (Região I)
- Kidal (Região VIII)
- Culicoro (Região II)
- Mopti (Região V)
- Segu (Região IV)
- Sicasso (Région III)
- Tombuctu  (Região VI)
- A capital nacional compreende o Distrito Capital de Bamako (não numerada).